# Psechrus triangulus
Psechrus triangulus is een spinnensoort in de taxonomische indeling van de Psechridae.
Het dier behoort tot het geslacht Psechrus. De wetenschappelijke naam van de soort werd voor het eerst geldig gepubliceerd in 2003 door Yang.